# コバシフラミンゴ
コバシフラミンゴ（学名：Phoenicoparrus jamesi）は、フラミンゴ目フラミンゴ科に分類される鳥類の一種である。別名ジェームズフラミンゴとも呼ばれる。

## 分布
アンデス山中（アルゼンチン北西部、チリ北部、ペルー南西部、ボリビア南西部）に分布する。同属のアンデスフラミンゴよりも分布域は狭い。

## 形態
全長90-92cm。全身は淡赤色で尾羽は白い。初列風切や次列風切は黒い。眼の先から嘴の基部にかけては濃い赤色である。
嘴は他のフラミンゴ類と比べるとやや小型で寸詰まりに見える。嘴の色彩は黄色で、先端が黒い。後肢には第1趾がない。後肢の色彩は濃い赤色である。

## 生態
標高3,500m以上の地域にある草原内の塩水湖や沼などに生息する。飛翔力に優れているため、非繁殖期には分布地からかなり離れた場所や低地に出現することもある。
主に藻類を食べる。
繁殖期には群れを形成し、集団繁殖地（コロニー）を形成する。浅瀬に泥を積み上げ巣を作り、1腹1個の卵を産む。

## 人間との関係
開発による生息地の破壊、水質汚染などにより生息数は減少している。
種小名と英名は、本種の命名時の標本の提供者Harry Berkeley Jamesによるものである。